# Musculus extensor digitorum lateralis
Der Musculus extensor digitorum lateralis (lat. für „seitlicher Zehenstrecker“) kommt beim Menschen nicht vor. Bei den vierfüßigen Säugetieren ist er sowohl an der Vordergliedmaße als auch Hintergliedmaße ausgebildet.

## Extensor digitorum lateralis der Vordergliedmaße
Der seitliche Zehenstrecker hat bei den Tieren mit mehr als 2 Stützzehen meist mehrere Bäuche. Er entspringt am Seitenband des Ellbogengelenks oder bereits Epicondylus lateralis des Oberarmknochens. Die einheitliche Endsehne des Muskels teilt sich bei den Tieren mit mehr als 2 Stützzehen am Vordermittelfuß in mehrere Schenkel und zieht zum ersten Zehenglied (Phalanx proximalis), bei der Katze der 2.–5., beim Hund der 3.–5. Zehe. Bei den Huftieren bleibt die Sehne einheitlich und zieht zum Kronbein der 4. (Wiederkäuer) bzw. Fesselbein der 3. Zehe (Pferd).
Beim Übertritt über das Vorderfußwurzelgelenk sind die Sehne(n) von einer Sehnenscheide (Vagina tendinis musculi extensoris digitorum lateralis) umhüllt. Unter der Ansatzsehne liegt bei Pferden und Wiederkäuern am Zehengrundgelenk ein Schleimbeutel (Bursa subtendinea musculi extensoris digitorum lateralis).
Der Muskel streckt die entsprechenden proximalen Vorderzehengelenke und das Karpalgelenk (Vorderfußwurzelgelenk).

## Extensor digitorum lateralis der Hintergliedmaße
Der seitliche Zehenstrecker der Hintergliedmaße entspringt am Wadenbein. Die einheitliche Endsehne verbindet sich mit dem jeweils äußersten Sehnenschenkel des Musculus extensor digitorum longus (Raubtiere 5. Zehe, Wiederkäuer 4., Pferd 3. Zehe).
Der Muskel unterstützt die Streckung der äußeren Zehe und beugt das Sprunggelenk.